# هالو نایت
هالو نایت یا شوالیهٔ توخالی (به انگلیسی: Hollow Knight) یک بازی اکشن و ماجراجویی مترویدوانیا در سال ۲۰۱۷ است که توسط تیم چری ساخته و منتشر شده‌است. در این بازی، بازیکن شوالیه (یک جنگجوی حشره وار بی‌نام) را کنترل می‌کند. شوالیه به بررسی هالوونست می‌پردازد، سرزمین پادشاهی سقوط کرده که گرفتار یک بیماری ماوراء طبیعی است. بازی در مکان‌های مختلف زیرزمینی جریان دارد و شخصیت‌های حشره مانند (دوست و دشمن) و باس‌های متعدد را در خود دارد. بازیکنان این فرصت را دارند که در حین کاوش در هر مکان، توانایی‌های جدیدی را باز کنند، همراه با تکه‌هایی از داستان‌ها و متن‌هایی که در سراسر سرزمین پخش شده‌اند.
مفهوم پشت هالو نایت، در ابتدا در سال ۲۰۱۳ در گیم جم لودوم طراحی شد. تیم چری می‌خواست یک بازی با الهام از پلتفرم‌های قدیمی‌تر بسازد که جنبه‌های اکتشافی تأثیرات آن را تکرار کند. الهام‌بخش‌های این بازی عبارتند از فکسانادو، متروید، زلدا۲:ماجراجویی لینک و مگا من ایکس. بودجه توسعه تا حدی از طریق یک کمپین سرمایه‌گذاری جمعی کیک‌استارتر تأمین شد که تا پایان سال ۲۰۱۴ بیش از ۵۷۰۰۰ دلار استرالیا جمع‌آوری کرد. این بازی برای ویندوز، مک‌اواس و لینوکس در اوایل سال ۲۰۱۷ و برای نینتندو سوییچ، پلی استیشن ۴ و ایکس باکس وان در سال ۲۰۱۸ منتشر شد. پس از انتشار، تیم چری بازی را با چهار الحاقیه پشتیبانی کرد.
هالو نایت تحسین گسترده‌ای از سوی منتقدان دریافت کرد، آنها جهان سازی، موسیقی، طراحی شخصیت و مکانیک‌های جنگی بازی را با تأکید بر داستان گسترده برجسته کردند. این بازی تا دسامبر ۲۰۲۰, نزدیک به ۳ میلیون نسخه فروخت. هم‌اکنون دنباله‌این بازی به نام هالو نایت:سیلک‌سانگ درحال ساخت است.

## خلاصه داستان
در ابتدای بازی، شوالیه به درت‌ماوث (Dirtmouth) می‌رسد، شهری آرام که درست بالای بقایای پادشاهی هالونست قرار دارد و خانهٔ اِلدِرباگ است، نخستین شخصیت غیرقابل بازی که شوالیه با آن ملاقات می‌کند. هنگامی که شوالیه در میان ویرانه‌ها می‌گذرد، متوجه می‌شود که هالونست زمانی یک پادشاهی درحال شکوفایی بوده که پس از تسخیر شدن با «عفونت»، یک بیماری ماوراء طبیعی که می‌تواند هرکسی را که اراده آزاد داشته باشد مبتلا کند، سقوط کرده‌است. این عفونت به قربانی‌هایش قدرت بیشتری می‌دهد، اما به قیمت متمدن بودنشان، باعث جنون و تبدیل شدن به یک مرده متحرک می‌شود. حاکم هالونست، پِیل کینگ، پیش‌تر تلاش کرده بود تا عفونت را در معبد تخم سیاه زندانی کند. با وجود مهرهای جادویی معبد، عفونت موفق به فرار شده و هالونست تبدیل به ویرانه شد. مأموریت شوالیه، یافتن و کشتن سه حشره به نام رویاپردازان (Dreamers) می‌باشد که به‌عنوان مهرهای زندهٔ روی در معبد عمل می‌کنند. هنگامی که مهر و موم در معبد برداشته می‌شود، شوالیه می‌تواند با منبع عفونت مقابله کند. این تلاش، شوالیه را با هورنِت، جنگجویی که توانایی رزمی شوالیه را در چندین نبرد آزمایش می‌کند، درگیر می‌کند.
شوالیه از طریق گفتگو با شخصیت‌های غیرقابل بازی، تصاویر محیطی و نوشته‌های پراکنده در سرتاسر هالونست، ریشه‌های عفونت را می‌آموزد. در زمان‌های قدیم، قبیله‌ای از بیدها که در هالونست زندگی می‌کردند، رِیدیِنس (Radiance، به معنای درخشندگی) را می‌پرستیدند؛ موجودی نخستین که می‌توانست ذهن حشرات دیگر را کنترل کند. هنگامی که پیل کینگ از راه دور به هالونست رسید، از قدرت خود برای دادن عقل و دانش به موجودات این قلمرو استفاده کرد. پس از مدت کمی، بیدها به دیگر حشرات هالونست در پرستش پیل کینگ پیوستند و همین باعث شد تا قدرت ریدینس به تدریج از بین برود، زیرا او به آرامی فراموش می‌شد. زیر نظر پیل کینگ، مقداری پرستش ریدینس ادامه یافت و پادشاه به او اجازه داد تا در قلمروی رؤیاها زنده بماند.
همه‌چیز در هالونست عادی بود و این سرزمین، رونق و شکوفایی داشت تا اینکه ریدینس در رویاهای مردمش ظاهر شد و ذهن آنها را با عفونت مسموم کرد. در تلاش برای مهار این تهدید، پیل کینگ از قدرتی باستانی به‌نام ووید (Void) برای ایجاد قالب‌هایی به‌نام وِسِل (Vessel) استفاده کرد. وسل‌ها موجوداتی هستند که می‌توانند عفونت را در بدن توخالی خود به دام بیاندازند. با توجه به این‌که وسل‌ها از ووید ساخته شده‌اند، در نظر گرفته می‌شوند که ارادهٔ آزاد ندارند، بنابراین نمی‌توانند آلوده شوند، زیرا آنها توانایی دیدن خواب و رؤیا ندارند. پیل کینگ، وسل معروف به شوالیه توخالی را برای به دام انداختن ریدینس انتخاب کرد و بقیه وسل‌ها را در گودالی به نام اَبیس (Abyss، به معنای پرتگاه) زندانی کرد. پس از این‌که شوالیه توخالی در معبد تخم سیاه به زنجیر کشیده‌شد، ریدینس در وسل پافشاری کرد، مهر و موم معبد را ضعیف کرده و به عفونت اجازهٔ فرار داد.
در طول بازی، به‌طور سربسته گفته می‌شود که شوالیه یک وسل بود که توانست از پرتگاه فرار کند. او به تدریج رویاپردازان و نگهبانان آنها را شکست داده و مهرهای روی در را از بین می‌برد. در داخل معبد، او با هالو نایت یا شوالیهٔ توخالی که آلوده شده‌است روبه‌رو شده و با او مبارزه می‌کند. بسته به اقدامات بازیکن، می‌توان به چندین پایان رسید. این پایان‌ها شامل شکست شوالیهٔ توخالی آلوده و جایگزین شدن با او برای زندانی کردن ریدینس، شکست دادن شوالیهٔ توخالی با کمک هورنت یا استفاده از آیتم ووید هارت (Void Heart) برای مبارزه مستقیم و شکست دادن ریدینس در داخل قلمروی رؤیا می‌باشد.